# Eğrikavak
Eğrikavak (türkisch für „schiefe Pappel“) ist ein Dorf (Köy) im Landkreis Ovacık der türkischen Provinz Tunceli. Im Jahre 2011 lebten in Eğrikavak 5 Menschen.
Der ursprüngliche Ortsname lautete Kalikuşağı. Dieser war abgeleitet vom kurdischen Wort  "Kalik" (Großvater). Das Dorf wurde Oktober 1994 von Sicherheitskräften gebrandschatzt und von den Bewohnern aufgegeben. Später wurde die Ortschaft erneut besiedelt.